# Cykloseryna
Cykloseryna (łac. cycloserinum) – organiczny związek chemiczny, antybiotyk stosowany w leczeniu gruźlicy. Hamuje wbudowywanie D-alaniny w strukturę ściany i błony komórkowej w komórkach bakterii. Działa na bakterie Gram-ujemne i Gram-dodatnie oraz na prątki gruźlicy. Działaniem niepożądanym jest oddziaływanie na ośrodkowy układ nerwowy – może powodować psychozy, drgawki itp.